# Allium taeniopetalum
Allium taeniopetalum — вид рослин з родини амарилісових (Amaryllidaceae); поширений в Узбекистані, Киргизстані й Таджикистані.

## Поширення
Поширений в Узбекистані, Киргизстані й Таджикистані.